# Endasys declivis
Endasys declivis là một loài tò vò trong họ Ichneumonidae.